# Municipio de Sycamore (condado de Butler)
El municipio de Sycamore (en inglés: Sycamore Township) es un municipio ubicado en el condado de Butler en el estado estadounidense de Kansas. En el año 2010 tenía una población de 343 habitantes y una densidad poblacional de 1,16 personas por km².

## Geografía
El municipio de Sycamore se encuentra ubicado en las coordenadas 38°1′40″N 96°39′4″O / 38.02778, -96.65111. Según la Oficina del Censo de los Estados Unidos, el municipio tiene una superficie total de 296.89 km², de la cual 295.18 km² corresponden a tierra firme y (0.58%) 1.71 km² es agua.

## Demografía
Según el censo de 2010, había 343 personas residiendo en el municipio de Sycamore. La densidad de población era de 1,16 hab./km². De los 343 habitantes, el municipio de Sycamore estaba compuesto por el 96.79% blancos, el 0.87% eran afroamericanos, el 0.29% eran amerindios, el 0.29% eran asiáticos, el 0.29% eran isleños del Pacífico, el 0.29% eran de otras razas y el 1.17% pertenecían a dos o más razas. Del total de la población el 1.75% eran hispanos o latinos de cualquier raza.